# 동경 2도
동경 2도(東經2度)는 본초 자오선에서 동쪽으로 2도 떨어진 경선이다. 북극점에서 시작하여 북극해, 유럽, 아프리카, 대서양, 남극해, 남극을 거쳐 남극점에 이른다.
동경 2도는 서경 178도와 이어져 지구의 둘레를 이룬다.

북극점에서 남극점까지 동경 2도선은 다음 지역을 지나간다.
| 좌표                                                | 나라, 지역, 해역 | 주석                                          |
| --------------------------------------------------- | ---------------- | --------------------------------------------- |
| 북위 90° 0′ 동경 2° 0′  / 북위 90.000° 동경 2.000°  | 북극해           |                                               |
| 북위 81° 32′ 동경 2° 0′  / 북위 81.533° 동경 2.000° | 대서양           |                                               |
| 북위 61° 0′ 동경 2° 0′  / 북위 61.000° 동경 2.000°  | 북해             | 영국 잉글랜드 로스토프트의 바로 동쪽을 지나감 |
| 북위 51° 0′ 동경 2° 0′  / 북위 51.000° 동경 2.000°  | 프랑스           | 파리의 바로 서쪽을 지나감                     |
| 북위 42° 27′ 동경 2° 0′  / 북위 42.450° 동경 2.000° | 스페인           | 리비아 월경지 - 1km 정도                      |
| 북위 42° 26′ 동경 2° 0′  / 북위 42.433° 동경 2.000° | 프랑스           | 9km 정도                                      |
| 북위 42° 22′ 동경 2° 0′  / 북위 42.367° 동경 2.000° | 스페인           | 바르셀로나의 바로 서쪽을 지나감               |
| 북위 41° 16′ 동경 2° 0′  / 북위 41.267° 동경 2.000° | 지중해           |                                               |
| 북위 36° 34′ 동경 2° 0′  / 북위 36.567° 동경 2.000° | 알제리           |                                               |
| 북위 20° 15′ 동경 2° 0′  / 북위 20.250° 동경 2.000° | 말리             |                                               |
| 북위 15° 19′ 동경 2° 0′  / 북위 15.317° 동경 2.000° | 니제르           | 니아메의 바로 서쪽을 지나감                   |
| 북위 12° 44′ 동경 2° 0′  / 북위 12.733° 동경 2.000° | 부르키나파소     |                                               |
| 북위 11° 25′ 동경 2° 0′  / 북위 11.417° 동경 2.000° | 베냉             |                                               |
| 북위 6° 17′ 동경 2° 0′  / 북위 6.283° 동경 2.000°   | 대서양           |                                               |
| 남위 60° 0′ 동경 2° 0′  / 남위 60.000° 동경 2.000°  | 남극해           |                                               |
| 남위 69° 57′ 동경 2° 0′  / 남위 69.950° 동경 2.000° | 남극             | 퀸모드랜드, 노르웨이가 영유권을 주장한다.     |

## 같이 보기
- 동경 1도
- 동경 3도